# Fighting Mad (film 1976)
Fighting Mad è un film del 1976, diretto da Jonathan Demme e interpretato da Peter Fonda.

## Trama
Arkansas, seconda metà anni 70. Il figlio di un agricoltore intraprende una spietata guerra personale, senza esclusione di colpi, contro gli uomini di un ricco speculatore senza scrupoli che è intenzionato a sfrattare lui e i suoi vicini per realizzare le proprie attività immobiliari e minerarie.

## Promozione

### Slogan
Gli slogan utilizzati per la promozione del film all'epoca della sua programmazione nelle sale cinematografiche statunitensi sono stati: "The Story Of A Man Who Dares To Stand His Ground-- Until They Blow It Out From Under Him! " e "When You Push Too Far, Even A Peaceful Man Gets Fighting Mad.  ".

## Distribuzione
Il film è stato distribuito nelle sale cinematografiche statunitensi nel mese di ottobre del 1976.

### Data di uscita
Alcune date di uscita internazionali nel corso del 1976 sono state:
- 18 agosto 1976 in Francia (Colère froide)
- 8 ottobre 1976 negli Stati Uniti (Fighting Mad)
- 26 novembre 1976 in Germania Ovest (Mach ein Kreuz und fahr zur Hölles)

### Edizione italiana
Nel corso degli anni la pellicola è stata trasmessa più volte, con il titolo originale Fighting Mad, nei vari circuiti televisivi locali italiani ma non ne risulta una distribuzione cinematografica ufficiale.